# 家入里歐
家入里歐（日语：／ Ieiri Leo，1994年12月13日—），是一名日本的創作歌手、演員、聲優。出生於福岡縣久留米市，目前所屬經紀公司為研音，簽約唱片公司為勝利娛樂（Victor Entertainment）底下的 Colourful Records 廠牌。

## 簡介
藝名家入里歐的「家入」為本人真實姓氏，從中學時期父母離異分居後，她便改從母姓「家入」，並跟著母親兩人一起過著單親家庭的生活。青春期是在母方親戚家輪流寄住下成長，這段成長背景形塑了日後憂愁善感的性情。高一之後為追逐自身歌手夢想，不顧家族反對，毅然離開家鄉九州前往東京獨自一人生活。
家入在日本為罕見姓氏，姓氏人口總數僅2100餘人。關於姓氏語源這點她本人曾在2016年的MUSIC FAIR節目上提起為：「影武士」。
由於家入的發音ieiri相當繞口，很少節目主持或藝人可以正確發音所以經常在節目被當成咬螺絲梗來使用。也有合作過的藝人表示該姓氏念起來很帥氣。
ieiri同時也引發日文中いいよ諧音造句梗的流行使用。額外的名字相關的梗，也結合早期逃家少女的人物背景，而被日網民戲稱：家入家出 或家出LEO。
藝名「Leo」一名取自盧貝松電影《終極追殺令》的主角「Léon」。經紀公司的社長則認為她的雙眼長得像手塚治虫漫畫森林大帝裡的主角「レオ」。
關於粉絲名
共分為非會員或普遍性粉絲自稱：かにゅふぁ(Kanyufan)與官方會員粉絲：CATS（キャッツ）兩種稱呼。
其中かにゅふぁ(Kanyufan)源由起於，日本人對「家入」發音不易，因此從12年起便有網民與粉絲私自使用訓讀方式來稱呼：家（ka/か）入(nyu/にゅ），此便捷的發音很迅速廣泛地發展成粉絲飯圈的自稱：家入飯/かにゅふぁ（kanyufan)，並且還是目前流通最廣，認知度最高的非官方的粉絲群體名稱。
CATS（キャッツ）則是17年10月在一場粉絲見面活動定調的官方會員粉絲稱呼，擁有會員身份者的家入飯所持。
個人背景
家入里歐幼年便開始學習鋼琴，讀小學時曾加入校內合唱團活動，在13歲時經由朋友的建議，自己寄試音帶參加了由西尾芳彥主持的音樂培訓學校「音楽塾ヴォイス」的入學徵試。根據西尾老師回憶表示，當初聽到試音帶的聲音時就被美麗的聲音吸引，于是入選複試請本人現場試唱。當場一聽便證明自己的耳朵沒錯，家入里歐也因此獲選入學。自2008年4月入學後開始接觸吉他，並學習作詞作曲。經過多次校內審查考試後，2010年5月憑著出色的演唱表現魅力，終於獲得事務所研音公司的賞識而簽約。隔年2011年春天，還是高中生的家入里歐獨身前往東京追逐歌手夢。
2012年2月15日，出道發行首張個人單曲，該單曲憑者黑暗歌輕快流行搖滾曲風詞，搭配清澈強力的唱腔獲得了注目，並得到了Oricon公信榜週榜排行第九的佳績。富士電視台的製片人在聽到她的出道作品後，去看了她的現場表演，被她直率的歌聲與強力的表現力所打動，家入里歐也因此幸運地在正式出道前，就被選為電視劇《青蛙公主》主題曲的創作人。她讀了劇本的第一項後，就與主人公倉坂澪通過歌聲與舞蹈為城市中的很多人帶去勇氣的形象產生了強烈的共鳴，在與節目製片人進行多次交流後，終於趕在代代木第一體育館向1萬人一展歌喉的當天，完成了主題歌《Shine》。後續的第三張單曲「Bless you」因歌詞涉及質疑親人的愛獲得了廣大討論。在三首單曲後，發表了猶如自傳般的首張同名專輯「LEO」，獲得了公信榜首周二位的好成績，最後出貨銷量得到了日本唱片協會金唱片認證。其後也唱出不少日劇熱門單曲作品，並多首獲得唱片協會認證。還曾二度獲得日劇學院賞最佳主題曲賞。
目前除了歌手領域外，對於演員、聲優及作家皆有發展的興趣。除了固定在音樂節目擔任旁白外，也嘗試出了演電視劇或舞台劇，並且在報上執筆連載專欄。

## 作品脈絡
自出道以來，單曲與專輯曲有者運用光明與黑暗兩面性相互映照的特質在。在個人演出的服裝上也多次穿著黑白互半比例的服飾。
青春期所發表的作品偏向青少年煩惱與家庭關係，譬如「Bless you」便是在自我質疑關係的作品，同期的「LINDA」則揭露校園裡與同學之間關係的歌曲而獲的女高中生族群不少共鳴，「PAPA&MAMA」則是因自身單親家庭成長背景探討爸爸媽媽與我之間的歌曲，戀愛相關的歌曲則佈滿青少年酸甜滋味的純愛感，譬如「ripe」、「チョコレート」。轉入成年之後發表趨向成人抒情多，煩惱也轉向從福岡來到東京，對社會現實以及對演藝圈的看法，譬如「PartyGril」「TOKYO」表達了經歷年少爆紅青春被過度消費後陷入低潮過程的疲憊。戀愛歌曲也趨向生活感:譬如將貓擬人化的「だってネコだから」、或是忙碌曖昧情懷的「めがね」便是以都市愛情生活為表現的歌曲、以及因關注性別問題而寫出以關懷運動代肢切入性別意識的歌曲「Spark」。19年所發表的「サザンカ」則以成人之姿再次回應青少年時期的「Bless you」展現個人對過往親情新的詮釋。23年發行的專輯「Naked」表達了自身在20幾歲經歷的青年危機的心路歷程，並表示自己在創作這張專輯時，回歸了少女時期創作出道曲「サブリナ」時真實表達自我情感的心情。
目前家入里歐為實現個人同時擁有歌手與創作歌手兩種表現身份。在作品發表形式採三方面構成：獨立自作詞曲、與各音樂人共作詞曲、媒合邀請各音樂人提供歌曲。她表示，當自己創作詞曲時是以自己的角度跟世界觀在敘述自己的事。與他人共作可以互相學習創作火花兩方視角創作。當演唱他人提供作品時則轉換成像演員般的他者以想像力來詮釋歌曲。縱使遇到非自己創作的歌曲，製作錄音、伴奏、混音後製皆全程參與提出想法主導歌曲走向。並且也負責歌曲原聲吉他伴奏的錄音。演唱駕馭曲風涵蓋搖滾樂、抒情歌曲、斯卡、放克、合成器流行樂到新潮流樂曲風格。
創作習慣：搖滾歌曲是使用吉他來創作旋律，敘事曲則是使用鋼琴來製作所需的和弦。作品大多是先創作曲才寫詞，少數歌曲是先寫詞才寫旋律。

## 人物
- 在家中為獨生女
- 進藝能界遭父母反對，因而獨自來到東京發展。[3]
- 曾在節目上說自己是個情緒起伏很大的人，低落時期像是無生氣般令旁人擔心，一旦踏上舞台又像活過來一樣。
- 興趣太多了經常三分鐘熱度，譬如說曾經嘗試過拳擊運動，但玩了一下就放棄了，理由只是因為拳擊是三拍子運動不喜歡比較喜歡四拍子。最後持之以恆只有游泳運動、音樂、電影閱讀。閱讀興趣里最喜歡收藏繪本。
- 16歲便開始一個人在東京生活因此擅長手作料理，得意料理有紅燒肋排、椰奶咖喱、養生蔬果汁，還非常喜歡草本茶，也常在官方LINE跟部落格上發表料理照跟食譜。還曾在採訪自曝平均一個月能看10本書10部電影，除了在其部落格發表閱讀心得外也會在報章雜誌上作電影閱讀的專欄連載。
- 酒量相當好，喜歡的酒有芋燒酌、highball。雖然愛酒但秉持專業歌手的專業意識，重要演出或巡迴期間是滴酒不沾。
- 幼年時期曾為合唱部學習過鋼琴，中學二年級進入西尾音樂塾開始學習吉他與作曲，會給電吉他取了愛稱叫Johnny，目前已公開的使用吉他有4把。
- 曾在節目上自曝，剛開始進西尾音樂塾學音樂時，因為自身單親家庭經濟較貧窮，媽媽還因此賣掉車湊錢買吉他。
- 本身是九州人除了擅長博多腔外，還非常喜歡關西腔調，因此常常在LIVE的MC上秀關西腔。
- 有定期上健身房游泳的習慣，曾在廣播節目自曝穿的是競技比賽專用泳衣，還喜歡在泳池觀察女性泳衣。
- 和演員松岡茉優、桃色幸運草Z隊長百田夏菜子、聲優日高里菜及℃-ute成員鈴木愛理是日出高校的同班同學。[3]
- 與元SKE48成員松井玲奈是好友關係，兩人經常私下聚餐一同飲酒。並曾在16年情人節時送松井玲奈情人節巧克力。
- 與聲優麻倉桃同是福岡一貫制學校-福岡女學院的同學。
- 其自身的座右銘「凛として花一輪」　為母校福岡女學院的校訓。
- 對心理諮商很有興趣，經常關注談論兒童心理跟性別題材相關的作品，曾被問及如果沒走上歌手這條路的話會作什麼? 時表示想當心理諮商師，大學的話想讀社會心理學系相關。
- 實際上視力很差，所以私底下戴眼鏡居多，演出時另行換佩載隱形眼鏡。
- 自曝是短時間睡眠者。睡眠時間只需要2-4小時。
- 自身對金屬物品過敏，但卻常穿載銀飾品演出。
- 常在周邊或活動上使用香氛設計，但在FC活動時卻自曝其實對香氣很苦手。
- 雖然官方粉絲名取為CATS，但實際上是犬派。很喜歡狗，老家福岡也養了一隻名叫克里斯的臘腸狗。
- 不擅長看氣象報告，也不擅長摺折疊傘。
- 因為容易乾眼，所以時常在演出活動或節目上滴眼藥水，甚至還曾在現場直播的音樂節目裡，眾目睽睽下當場掏出眼藥水滴。

## 音樂作品

### 單曲
| 張數 | 發售日期       | 單曲名稱                         | 編號                                                                                    | 最高排名 |
| ---- | -------------- | -------------------------------- | --------------------------------------------------------------------------------------- | -------- |
| 1st  | 2012年2月15日  | 薩布麗娜（サブリナ）                     | VIZL-454（初回限定盤） VICL-36675（通常盤） VIZL-455（期間限定盤）                      | 第9位    |
| 2nd  | 2012年5月16日  | Shine                            | VIZL-471（初回限定盤） VICL-36696（通常盤）                                             | 第7位    |
| 3rd  | 2012年9月12日  | Bless You                        | VIZL-496（初回限定盤A） VIZL-497（初回限定盤B） VICL-36717（通常盤）                    | 第8位    |
| 4th  | 2013年5月22日  | Message                          | VIZL-541（初回限定盤A） VIZL-542（初回限定盤B） VICL-36763（通常盤）                    | 第9位    |
| 5th  | 2013年11月6日  | 太陽女神（太陽の女神）                     | VIZL-593（初回限定盤） VIZL-614（完全生產限定盤） VICL-36839（通常盤）                  | 第9位    |
| 6th  | 2014年1月29日  | Chocolate（チョコレート）                    | VICL-36874（完全生產限定盤A） VICL-36875（完全生產限定盤B） VIZL-616（完全生產限定盤C） | 第9位    |
| 7th  | 2014年7月30日  | 純情                             | VIZL-676（初回限定盤A） VICL-36937（初回限定盤B） VICL-36938（通常盤）                  | 第11位   |
| 8th  | 2014年11月19日 | Silly                            | VIZL-726（初回限定盤A） VIZL-727（初回限定盤B） VICL-36967（通常盤）                    | 第13位   |
| 9th  | 2015年2月11日  | miss you                         | VIZL-770（初回限定盤） VICL-37009（通常盤）                                             | 第11位   |
| 10th | 2015年8月19日  | 你賦予的夏天（君がくれた夏）     | VIZL-853（初回限定盤） VIZL-854（完全生產限定盤） VICL-37087（通常盤）                  | 第6位    |
| 11th | 2016年2月17日  | Hello To The World               | VIZL-931（初回限定盤A） VIZL-932（初回限定盤B） VICL-37141（通常盤）                    | 第9位    |
| 12th | 2016年5月11日  | 我們的未來（僕たちの未来）       | VIZL-960（初回限定盤） VIZL-961（完全生産限定盤） VICL-37162（通常盤）                  | 第14位   |
| 13th | 2017年7月26日  | 一直，兩個人（ずっと、ふたりで） | VIZL-1203（初回限定盤） VIZL-1204（完全生産限定盤） VICL-37299（通常盤）                | 第14位   |
| 14th | 2018年8月1日   | 如果能原諒你（もし君を許せたら） | VIZL-1402（初回限定盤） VIZL-1403（完全生産限定盤） VICL-37405（通常盤）                | 第16位   |
| 15th | 2019年1月30日  | 在這個世界上（この世界で）       | VIZL-1517（初回限定盤） VIZL-1518（完全生産限定盤） VICL-37454（通常盤）                | 第20位   |
| 16th | 2020年1月29日  | 未完成（未完成）                 | VIZL-1719（初回限定盤A） VIZL-1720（初回限定盤B） VICL-37518（通常盤）                  | 第12位   |
| 17th | 2021年1月20日  | 空與青（空と青）                 | VIZL-1849（初回限定盤A） VICL-37580（通常盤）                                           | 第9位    |

### 專輯
| 張數 | 發售日期       | 專輯名稱 | 編號                                                                    | 最高排名 |
| ---- | -------------- | -------- | ----------------------------------------------------------------------- | -------- |
| 1st  | 2012年10月24日 | LEO      | VIZL-502（初回限定盤） VICL-63931（通常盤）                             | 第2位    |
| 2nd  | 2014年2月19日  | a boy    | VIZL-641（初回限定盤） VICL-64121（通常盤）                             | 第4位    |
| 3rd  | 2015年2月25日  | 20       | VIZL-780（初回限定盤） VICL-64300（通常盤）                             | 第6位    |
| 4th  | 2016年7月6日   | WE       | VIZL-986（初回限定盤） VICL-64588（通常盤）                             | 第6位    |
| 5th  | 2018年2月21日  | TIME     | VIZL-1311（初回限定盤A） VIZL-1312（初回限定盤B） VICL-64927（通常盤）  | 第4位    |
| 6th  | 2019年4月17日  | DUO      | VIZL-1551 （初回限定盤A） VIZL-1552（初回限定盤B） VICL-65155（通常盤） | 第6位    |
| EP   | 2020年5月13日  | Answer   | VIZL-1766                                                               | 第8位    |
| 7th  | 2023年2月15日  | Naked    | VIZL-2146（初回限定盤A） VIZL-2147（初回限定盤B） VICL-65773（通常盤）  | -        |

### 精選專輯
| 張數 | 發售日期      | 專輯名稱              | 編號                                                                   | 最高排名 |
| ---- | ------------- | --------------------- | ---------------------------------------------------------------------- | -------- |
| 1st  | 2017年2月15日 | 5th Anniversary Best  | VIZL-1097（初回限定盤A） VIZL-1098（初回限定盤B） VICL-64706（通常盤） | 第3位    |
| 2nd  | 2022年2月15日 | 10th Anniversary Best | VIZL-1989（初回限定盤A） VIZL-1990（初回限定盤B） VICL-65638（通常盤） | 第4位    |

### 映像作品
| 張數 | 發售日期       | 作品名稱                           | 編號                                  |
| ---- | -------------- | ---------------------------------- | ------------------------------------- |
| 1st  | 2013年3月27日  | LEO ～1st Live Tour～              | VIXL-109（Blu-ray） VIBL-666（DVD）   |
| 2nd  | 2014年7月30日  | a boy ～3rd Live Tour～            | VIXL-126（Blu-ray） VIBL-706（DVD）   |
| 3rd  | 2015年11月18日 | 20 〜4TH LIVE TOUR〜               | VIXL-157（Blu-ray） VIBL-783（DVD）   |
| 4th  | 2017年7月26日  | 5th Anniversary Live at 日本武道館 | VIXL-196（Blu-ray） VIBL-861/2（DVD） |
| 5th  | 2018年12月12日 | TIME ～ 6th Live Tour～            | VIXL-249（Blu-ray） VIBL-924（DVD）   |
| 6th  | 2019年12月11日 | DUO ～7th Live Tour～              | VIXL-283（Blu-ray） VIBL-957/8（DVD） |

### 配信限定單曲/專輯
| 張數 | 發售日期       | 單曲名稱              | 發售平台                 | 最高排名 |
| ---- | -------------- | --------------------- | ------------------------ | -------- |
| 1st  | 2012年10月17日 | Say Goodbye           | iTunes Store限定先行配信 | /        |
| 2nd  | 2013年3月20日  | LEO ～1st Live Tour～ | iTunes Store/mora/       | /        |
| 3rd  | 2013年7月24日  |                       | iTunes Store/mora/       | /        |
| 4th  | 2016年11月29日 |                       | iTunes Store/mora/       | /        |
| 5th  | 2017年11月2日  |                       | iTunes Store/mora/       | /        |
| 6th  | 2018年5月2日   |                       | iTunes Store/mora/       | /        |

### 參加作品
| 樂曲           | 企劃形式                                                           | 發售形式 | 發售日期      |
| -------------- | ------------------------------------------------------------------ | -------- | ------------- |
| 戀愛的開始（） | 由家入里歐作詞作曲、以（家入レオ×大原櫻子×藤原さくら）三人名義演唱 | 數位單曲 | 2017年9月27日 |

## 著作

### 專欄連載
| 連載日期              | 專欄名稱                       | 刊物/出版社                  |
| --------------------- | ------------------------------ | ---------------------------- |
| 2012年3月             | music UP's「NEW FEELING」      | ブレイブシップ               |
| 2012年5月号           | WHAT's IN?「家入学園レオ学科」 | エムオン・エンタテインメント |
| 2015年1月-10月        | 「家入レオ映画のスゝメ」       | CHEEK月刊                    |
| 2018年4月26日-5月24日 | 「讀書日記」週四作家           | 日本經濟新聞夕刊文化版       |
| 2019年1月4日-6月28日  | 「散步道」週五作家             | 日本經濟新聞夕刊文化版       |
| 2019年1月27日-3月3日  | 「手塚塾」講師                 | 神戶新聞                     |

### 出版
| 冊數 | 發售日期      | 書名 | 出版社                       |
| ---- | ------------- | ---- | ---------------------------- |
| 1st  | 2013年9月27日 |      | エムオン・エンタテインメント |

## 商業搭配
| 樂曲                              | Tie-UP |
| --------------------------------- | --- |
| 薩布麗娜                          | 富士電視系列日本電視動畫《美食獵人TORIKO》片尾曲 KBC九州朝日放送ドォーモ2012年2月結尾曲 |
| ripe                              | 東京電視台系列 2012年度結尾曲 |
| Shine                             | 富士電視系列日本電視劇《青蛙公主》主題歌 東京電視台系列音樂節目《JAPAN COUNTDOWN》2012年5月份片尾曲 神奈川電視台《音楽缶》2012年5月分片頭曲 MTV Japan『MTV×DAM WANNASING!』2012年6月度廣告歌 |
| Bless You                         | TBS電視台音樂節目“COUNT DOWN TV”2012年9月主題歌 |
| イジワルな神様                    | 江崎固力果百奇廣告歌 |
| 心のカ・タ・チ                    | 第1届「橫濱防止濫藥Campaign」campaign啟動曲 |
| Message                           | TBS電視台《確証～警視庁捜査3課》主題歌 |
| Wake You Up                       | festatia "Wish Upon A Star廣告歌 |
|                                   | 學校法人模式學園 首都医校 / 大阪医専 / 名古屋医専2013年度廣告歌 |
| 太陽の女神                        | 富士電視台月九《海上診療所》 主題曲 |
|                                   | 東京電視台《》 2014年1月度結尾曲 |
| 純情                              | 富士電視系列動畫《七龍珠改》 結尾曲 |
| Silly                             | TBS電視台TBS週五連續劇《為了N》 主題曲 |
| 勇気のしるし                      | 第5回「福岡亞洲美術Triennial」大會Image Song |
| miss you                          | TBS電視台音樂節目“COUNT DOWN TV”2015年2月-3月主題歌 |
| TWO HEARTS                        | 第87屆選拔高等學校棒球大會中継・「我們的甲子園」(みんなの甲子園)主題歌 |
| 君がくれた夏                      | 富士電視台月九《閃爍的二次愛戀》 主題曲 |
| Hello To The World                | TBS電視台音樂節目“COUNT DOWN TV”2016年2月-3月主題歌 |
| オバケのなみだ                    | NHK『みんなのうた』2016年2月-3月放送 |
| 僕たちの未来                      | 日本電視台電視劇《極樂天使》主題曲 |
| Brand New Tomorrow                | 動畫電影《寵物當家》宣傳歌 |
| そばにいて、ラジオ                | NHK福岡廣播放送局聯合民營電台「#フクラジ」企畫宣傳曲 |
| それぞれの明日へ                  | 「第95回全國高校足球大賽」(第95回全国高等学校サッカー選手権大会)應援歌 |
| ヒーロー                          | SMBC/三井住友銀行 2017年「ひとりひとりが日本代表。」CM曲 |
| ずっと、ふたりで (一直都是兩個人) | 日本電視台劇集《即使愛，也有秘密》(愛してたって、秘密はある。)主題歌 |
| Relax                             | LINE(株)「Clova WAVE」CM曲 |
| あおぞら                          | 富士電視台 「獅子的對拳」2018年4月-2019年4月主題曲 |
| もし君を許せたら (如果能原諒你)   | 富士電視台月九《絕對零度～未然犯罪潛入搜查～》主題歌 |
| Spark                             | NHK 帕奧X動畫「網球輪椅篇」主題曲 |
| この世界で                        | 動畫電影《Code Geass 復活的魯路修》 片頭主題曲 |
| Prime Numbers                     | 朝日電視台《緊急取調室3》 日劇主題曲 |
| 未完成                            | 富士電視台月九《絕對零度～未然犯罪潛入搜查2～》主題歌 |
| 空と青                            | 日本電視台《我家女兒交不到男朋友！！》主題歌 |

## 遊戲合作
| 合作軟體                     | 企劃名稱          | 收錄曲目                  | 日期          |
| ---------------------------- | ----------------- | ------------------------- | ------------- |
| jubeat plus（ユビートプラス) | 「家入レオ pack」 | Shine Hello カラフル ripe | 2012年7月27日 |

## 藝能活動

### 個人演唱會
（2013年1月17日：福岡DRUM Be-1、19日：梅田CLUB QUATTRO、20日：名古屋CLUB QUATTRO、25日：渋谷CLUB QUATTRO、3月9日：大阪BIGCAT、17日：赤坂BLITZ）
（2013年11月15日：、23日：Zepp Fukuoka、28日：Zepp DiverCity、29日：Zepp Namba）
（2014年3月1日：横浜、2日：SOUND SHOWER ark、8日：仙台Rensa、9日：新潟LOTS、15日：PENNY LANE 24、21日：熊本DRUM Be-9 V1、22日：宮崎WEATHER KING、29日：、30日：、4月5日：三郷市文化会館）
- 家入レオ 4th ワンマン Tour 〜20〜

（2015年5月4日～7月4日）15会場15公演
- 家入レオ LIVE at Zepp 2016 ~two colors~

（2016年2月2日～2月5日）3会場3公演
- 家入レオ 5th Live Tour 2016 〜WE｜ME〜

（2016年9月17日～12月10日）20会場20公演
- 家入レオ 5th Anniversary Live at 日本武道館

（2017年4月30日） 日本武道館
- 家入レオ 5th Anniversary Live at Zepp

（2017年9月6日～9月21日）3会場6公演
- 家入レオ　6th　Live Tour 2018 ~TIME~

（2018年5月3日～7月1日）11会場12公演
- 家入レオ 7th Anniversary Live at 大阪城ホール 〜Premium Symphonic Night〜

（2019年2月24日）大阪城ホール
- 家入レオ 7th Live Tour 2019 〜DUO〜

（2019年5月10日~2019年7月27日）20公演
- 家入レオ 8th Live Tour 2022 ~ THE BEST~

（2022年10月1日~2022年11月18日）9公演

### 電視劇
- 新宿seven（2017年10月14日 - 12月23日，テレビ東京）飾演：琹

### 舞台劇
- 「蜜蜂と遠雷」　リーディング・オーケストラコンサート〜コトダマの音楽会〜（2018年1月）飾演女主角：榮傳亞夜
- 『修羅天魔〜髑髏城の七人 Season極』（2018年3月17日~5月31日）劇中歌『いきる』演唱
- 「蜜蜂と遠雷」　リーディング・オーケストラコンサート〜ひかりを聴け ~ （2019年8月）飾演女主角：榮傳亞夜

### 節目旁白
- 音樂之日2016（2016年7月16日，TBS）
- 音樂之日2017（2017年7月15日，TBS）
- 音樂之日2018（2018年7月14日，TBS）
- 音樂之日2019（2019年7月13日，TBS）
- 音樂之日2020（2020年7月18日，TBS）

### CM
- 2017.11～2018.02
- LINE(株)「Clova WAVE」代言出演

### 廣播
- 「家入レオのレオレオレディオ」（2012年1月8日 - 2012年3月25日，cross fm 「Presen Marche」）
- J-WAVE 「RADIPEDIA」（2013年4月2日 - 2014年9月23日）星期二主持DJ
- 全家便利商店「Famiraji」（2019年4月30日 - 2019年6月3日）擔任全國全家店內廣播節目DJ

## 得獎經歷
2012.12.04
付費下載平台レコチョク年間紀錄2012新人歌手排名「付費下載（單曲）」部門1位、「著信鈴®」部門1位獲得
2012.12.06
有線放送平台USEN2012　年間J-POP総合排行榜2位（「Shine」）
2012.12.12
2012年年間LISMO Award新人賞受賞
2012.12.14
iTunes BEST of 2012"BEST NEW ARTIST of the Year"受賞
2012.12.15
“BILLBOARD JAPAN MUSIC AWARD2012”にてNew Artist of the Year受賞
2012.12.21	
公信榜オリコン年間排行榜2012新人部門專輯銷售排名1位獲得
2012.12.30
第54回日本唱片大賞"最優秀新人賞"受賞
2013.01.07
第27回日本金唱片大賞"BEST 5 NEW ARTISTS"受賞
2013.12.30
第55回日本唱片大賞優秀作品賞受賞（「太陽の女神」）
2014.12.03
2014 Mnet Asian Music Awards ”Best Asian Artist Japan” 受賞
2015.02.18
第83回日劇學院賞最優秀電視劇主題賞受賞（「Silly」）
2015.10.28
第86回日劇學院賞最優秀電視劇主題賞受賞受賞（「君がくれた夏」）
2016.02.27
第30回日本金唱片大賞BEST 5 SONGS・付費下載賞受賞（「君がくれた夏」）

### 日本唱片協會付費下載單曲認證
| 發售年份 | 樂曲             | 認證級別                   |
| -------- | ---------------- | -------------------------- |
| 2012     | サブリナ         | 白金認證(銷售25萬首以上)   |
| 2012     | Shine            | 白金認證(銷售25萬首以上)   |
| 2012     | Bless you        | 黃金認證(銷售10萬首以上)   |
| 2013     | 太陽の女神       | 黃金認證(銷售10萬首以上)   |
| 2014     | Silly            | 白金認證(銷售25萬首以上)   |
| 2015     | 君がくれた夏     | 雙白金認證(銷售50萬首以上) |
| 2016     | 僕たちの未来     | 黃金認證(銷售10萬首以上)   |
| 2017     | ずっと、ふたりで | 黃金認證(銷售10萬首以上)   |
| 2018     | もし君を許せたら | 黃金認證(銷售10萬首以上)   |

### 日本唱片協會實體專輯認證
| 發售年份 | 專輯名稱 | 認證級別                 |
| -------- | -------- | ------------------------ |
| 2012     | LEO      | 黃金認證(出貨10萬張以上) |

## 外部連結
- 官方网站
- 家入レオ KEN-ON Group Official Website （页面存档备份，存于）
- 家入レオ オフィシャルブログ Powered by Ameba （页面存档备份，存于）
- YouTube上的家入里歐頻道
- 家入レオSTAFF 【公式】的X（前Twitter）
- 家入里歐的Instagram帳戶
- 音楽塾ヴォイス （页面存档备份，存于）